# 加藤葉月
加藤 葉月（かとう はづき、1997年8月11日 - ）は、女性ファッションモデル。アイルランド系アメリカ人と日本人のハーフ。東京都出身。

## 人物
- 本名  日本 カトウ ハヅキ
- 父親はアメリカ人で、アイルランド系とイングランド系とフランス系の血をひいており、母親は日本人。
- 0歳からモデルとして雑誌や広告で活躍。TVなどでも活躍していた。その後芸能活動から一旦離れ、小学校高学年の時に芸能活動を再び開始する。現在は活動休止中である。

## 活動

### 広告・スチール
- Mariko's Collection
- NTT DoCoMo
- CREPES2009イメージガール
- CREPES Bambina2009イメージガール
- 東京モード学園卒業制作モデル
- 横浜美少女モデル
- 川崎美少女モデル
- みなとみらい109Ruvapモデル
- SoftBank iPhoneアプリモデル

### TV
- 日本テレビ
- テレビ東京

### PV
- キミが私のすべてだった/ミナとミライ　2011年ミス・ユニバース・ジャパン神山まりあと共演
- 暴食系男子!! / PE'Z×土屋アンナ

### CM
- TSUTAYAみなとみらい　2011年ミス・ユニバース・ジャパン神山まりあと共演

### CD
- 美少女SONG2 CDジャケットモデル

### ショー
- みなとみらい109Ruvap
- 吉村作治教授公開トークショー
- デザインフェスタ
- BENETTON×SPUR“IT’S MY BENETTON STYLE”土屋アンナ&飯島朋子ストアイベント参加　グランプリ受賞
- Color-i J-POP GIRLS SPRING LIVE 2012 in YOKOHAMA出演
- BREAK GIRLS FESTIVAL出演

他多数

### ラジオ
- 吉村作治教授公開トークラジオ

### 雑誌
- はなまるきっず学研
- 月刊Audition
- 横浜美少女図鑑
- 川崎美少女図鑑
- みなとみらい109Ruvap
- ハナチュー読モ 2010年7月号～2011年5月号
- ラブベリー読モ　2011年11月号～2012年3月号
- ピチレモン読モ　2011年10月号～現在

### 新聞
- 神奈川新聞
- タウンニュース

### WEB
- BENETTON JAPAN ベネトンジャパン公式HP連載　“IT’S MY BENETTON STYLE”グランプリ受賞
- 雑誌SPUR公式HP連載
  - ｢SPUR HP｣
  - ｢SPUR HP｣
  - ｢SPUR HP｣
  - ｢SPUR HP｣
- カナコロ webニュース
- タウンワーク webニュース
- yahoo webニュース
- nifty webニュース
- メディアジャム webニュース その他多数